# Distretto di Imperial
Il distretto di Imperial è uno dei sedici distretti della provincia di Cañete, in Perù. Si trova nella regione di Lima e si estende su una superficie di 53,16 chilometri quadrati.
Istituito il 15 novembre 1909, ha per capoluogo la città di Imperial.